# 傑克遜湖 (科羅拉多州)
傑克遜湖（英語：Jackson Lake）是位於美國科羅拉多州摩根縣的一個人口普查指定地區。

## 地理
傑克遜湖的座標為40°21′51″N 103°14′09″W / 40.36417°N 103.23583°W，而該地最高點為海拔高度1353米（即4440英尺）。

## 人口
根據2010年美國人口普查的數據，傑克遜湖的面積為7.924平方千米，均為陸地。當地共有人口154人，而人口密度為每平方千米19人。